# 세라 슌타
세라 슌타(일본어: 瀬良 俊太, 2001년 10월 11일~)는 일본의 축구 선수이다.

## 구단 경력
그는 2024년 J3리그의 카탈레 도야마에 입단했다. 2024년 J3리그 3위를 기록하여 J2리그로 승격했다.